# Phare de Portmán
Le phare de Portmán  est un phare situé dans la localité de Portmán (municipalité de Carthagène), sur un promontoire au pied de la Sierra minera de Cartagena-La Unión dans la région de Murcie en Espagne.
Il est géré par l'autorité portuaire de Carthagène.

## Histoire
L'arrêté royal du 28 juin 1860 avait prévu la construction d'un phare de 5e ordre à Portmán. Parce que cet endroit était aussi prévu pour la construction d'une tour de défense côtière, l'arrêté royal du 8 juillet 1862 a créé une commission chargée d'étudier la conception des deux bâtiments de manière coordonnée. Le phare a été construit sur les ruines de l'ancienne Torre de San Gil en réutilisant une partie des matériaux de démolition.
Le phare a été mis en service le 31 janvier 1865, exactement le même jour que celui du phare de Cabo de Palos. C'est une tour cylindrique de 8 m de haut, avec galerie et lanterne, attenante à un bâtiment de gardiennage rectangulaire d'un seul étage. Toute la station est peinte en blanc. Le plan focal est à une hauteur de 49 mètres au-dessus du niveau de la mer. Il a été électrifié en 1960 et entièrement automatisé en 1977. C'est un feu à occultations émettant une lumière blanche sur une durée de 2,5 secondes suivie d'une seconde de dissimulation. Sa portée nocturne est de 13 milles nautiques (24 km).
Identifiant : ARLHS : SPA211 ; ES-23660 - Amirauté : E0134 - NGA : 4596.
|                              |
| Position du phare de Portman |

|                     |
| Le phare de Portman |